# Półwysep Miłości

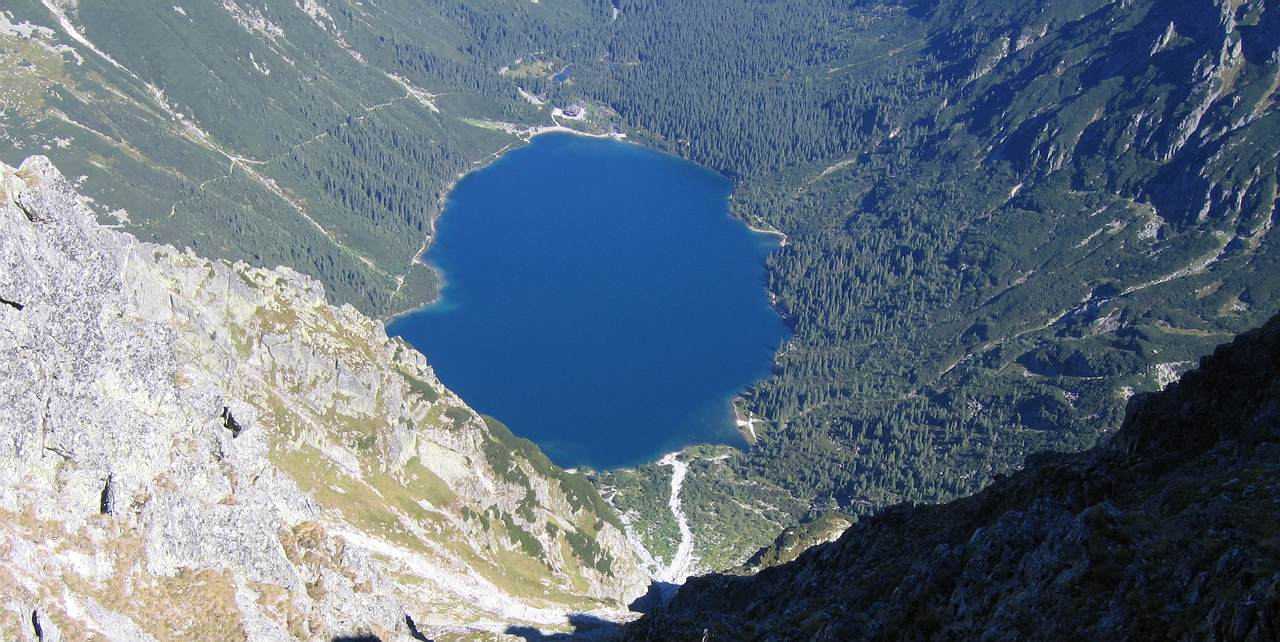
Półwysep Miłości widoczny po lewej stronie Morskiego Oka

Półwysep Miłości – stożek napływowy wcinający się od zachodu w Morskie Oko u wschodnich podnóży Miedzianego. Zbudowany jest z materiału skalnego znoszonego ze zboczy Miedzianego przez Szeroki Żleb. Materiał ten stopniowo zasypuje przybrzeżne partie Morskiego Oka i tworzy półwysep stopniowo zwiększający swoją powierzchnię i wysokość. Porasta go kosodrzewina.
Półwysep Miłości nosi też nazwę Mały Piarżek. Jego nadziemna część ma długość 50 m, badania geofizyczne wykazały jednak, że zbudowany ze skał zniesionych z masywu Miedzianego stożek napływowy wnika daleko w głąb Morskiego Oka. Jego podwodna część ma długość około 100 m i dzieli jezioro na dwie części; północną i południową.
Po przeciwległej stronie Morskiego Oka znajduje się drugi piarg tworzący półwysep – Biały Piarżek.

## Szlaki turystyczne
Półwysep Miłości przecina czerwony szlak turystyczny okrążający Morskie Oko.
 dookoła Morskiego Oka. Czas przejścia 35 min